# Xadrez nas artes

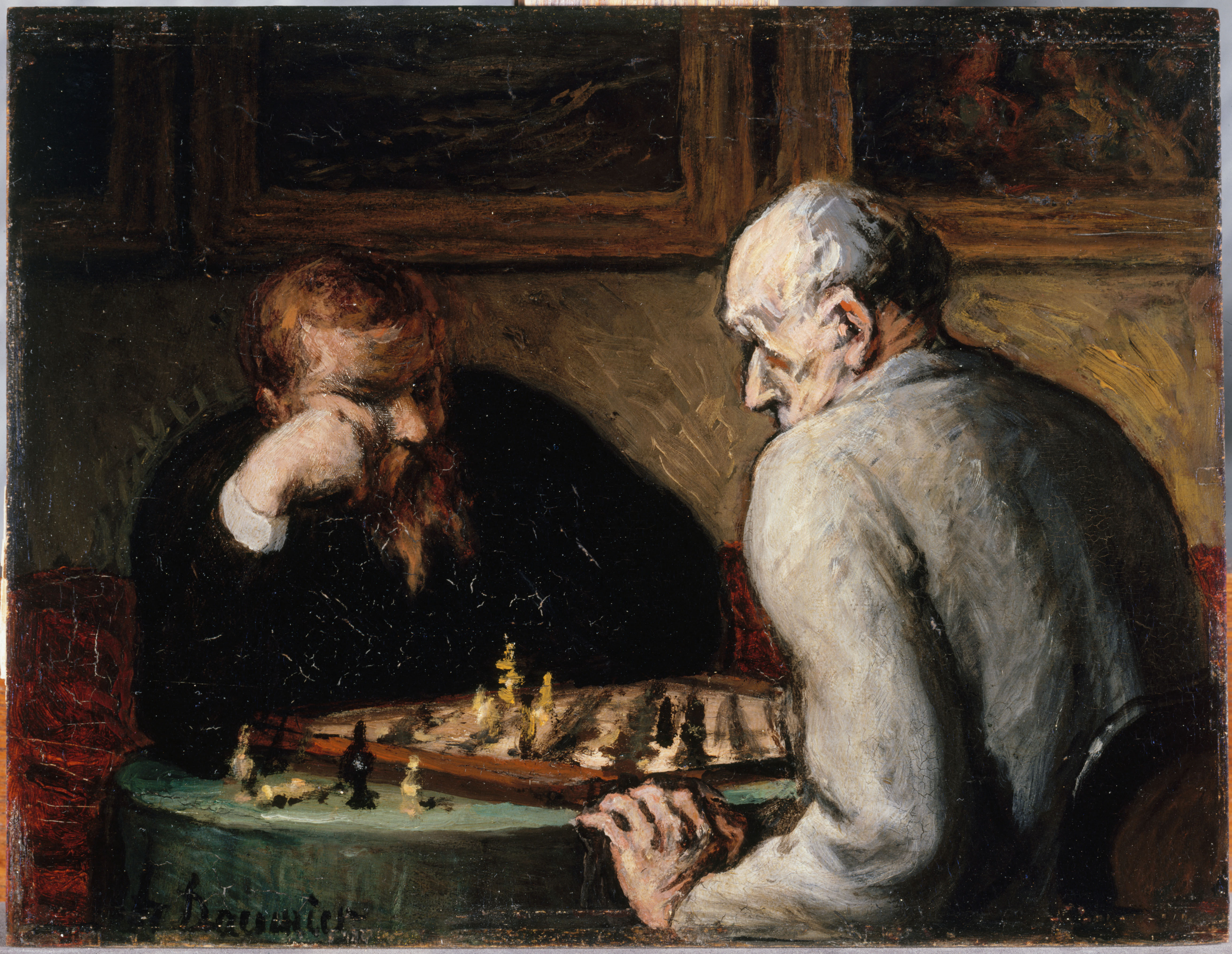
Os jogadores de xadrez, pintura a óleo (24 × 32 cm) de Honoré Daumier.

O xadrez nas artes tem sido retratado desde o início de sua história das mais diferentes formas. No século VI, os primeiros mitos e lendas a respeito do jogo foram relatados em poemas na Índia, ainda que a percepção do jogo fosse implícita. Na Pérsia antiga e no mundo árabe, o jogo foi retratado com maior frequência na literatura, como um elemento pra entretenimento ou corte dos protagonistas das histórias.
Ao chegar a Europa, o xadrez seguiu sendo relatado na literatura, e desenhos mais elaborados iniciaram a retratação na pintura. Posteriormente vários pintores realizaram obras com a temática, seguindo a representação literária de casais realizando a corte ou grupos se divertindo. A peça de teatro O padre espanhol (1622) e A game at chess (1624) de Thomas Middleton estão entre os primeiros trabalhos nas artes cênicas. A cantata Carmina Burana de Carl Orff tem em seus versos a descrição dos movimentos das peças de xadrez, entretanto o músico François-André Danican Philidor é mais lembrado como um exemplo do xadrez na arte da música por ter sido um forte jogador de xadrez.
No início do século XIX, os balés Xeque-mate e Pawn to King 5 estão entre as primeiras representações na arte da dança e os filmes L'Atlantide (1932) e The Seventh Seal são exemplos do jogo retratado na arte do cinema como parte da trama, embora o aparecimento do jogo fora da trama seja mais recorrente.